# Johann Fuchs
Johann Fuchs es un deportista alemán que compitió en piragüismo en la modalidad de aguas tranquilas. Ganó una medalla de bronce en el Campeonato Mundial de Piragüismo de 1938 en la prueba de K2 plegable 10 000 m.

## Palmarés internacional
| Campeonato Mundial | Campeonato Mundial | Campeonato Mundial | Campeonato Mundial   |
| Año                | Lugar              | Medalla            | Competición          |
| ------------------ | ------------------ | ------------------ | -------------------- |
| 1938               | Vaxholm (Suecia)   | Medalla de bronce  | K2 plegable 10 000 m |